# Рівень комплектації автомобіля

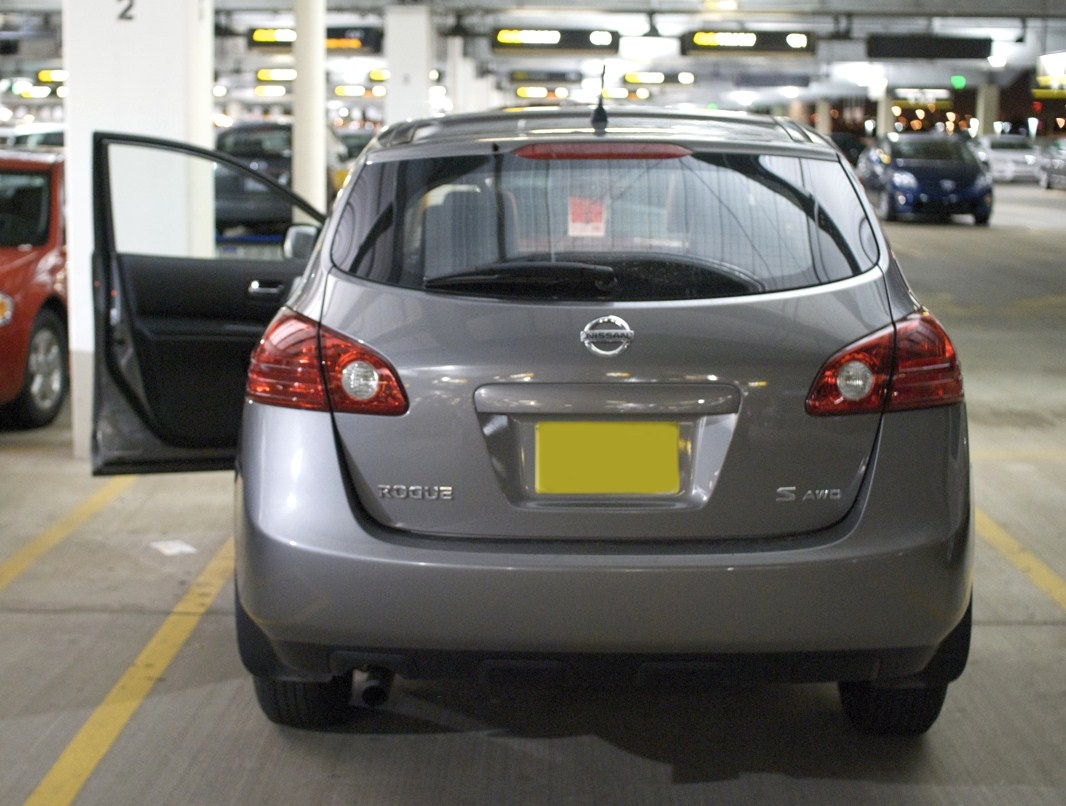
Логотип S на Nissan Rogue, що вказує на найнижчий рівень комплектації

Рівні комплектації використовуються виробниками для визначення рівня оснащення або спеціальних функцій автомобіля. Оснащення та функції, встановлені на конкретному автомобілі, також залежать від будь-яких пакетів опцій або окремих опцій, з якими було замовлено автомобіль.

## Використання
Для певної моделі автомобіля рівень комплектації вказує на те, яке обладнання та функції входять до стандартної комплектації. Покупець автомобіля може доповнити цю стандартну комплектацію пакетами опцій або індивідуальними опціями. Рівень комплектації з найменшим обладнанням/функціями називається «базовою моделлю», а рівень комплектації з найбільшим обладнанням/функціями називається «найвищою специфікацією» або в розмовній мові — «повністю завантаженою». Відмінності між рівнями комплектації зазвичай полягають у внутрішньому обладнанні (наприклад, шкіряні сидіння та камери заднього виду) та косметичних змінах; однак, рівень комплектації іноді може включати механічні зміни, такі як різні двигуни, підвіски або системи повного приводу.
Деякі автомобільні бренди використовують різні моделі автомобілів для того, що можна вважати рівнем комплектації; тому різниця між моделлю та рівнем комплектації може відрізнятися у різних брендів. Наприклад, Volkswagen може продавати Golf GTI або як окрему модель, або як рівень комплектації в межах моделі Golf.
Іноді виробники пропонують «опцію видалення», за допомогою якої можна видалити кілька стандартних елементів обладнання з певної комплектації, як правило, безкоштовно або в кредит. Іноді опція видалення коштує додатково: наприклад, у 1980-х роках німецькі покупці розкішних автомобілів почали доплачувати виробникам, щоб не мати значків із зазначенням типу двигуна, який буде встановлений. Дебеджинг набув популярності на всьому ринку як форма зворотного снобізму, що дозволяє покупцям приховати більш низькопробні моделі або комплектації.

## Системи найменувань
Комплектації часто позначаються парою літер, наприклад, DX, LX, LS, EX, GL, SE або GT. Вони також можуть позначатися буквено-цифровим кодом (наприклад, Z28, XR5, GT3) або словом (наприклад, Executive, Ambition або Deluxe). Багато комбінацій літер походять від назв рівнів комплектації, наприклад, DX і DL означають «Делюкс», GL — «Гранд Люкс», SE — «Спеціальна версія», GT — «Гран Туризмо» і так далі.
У Північній Америці довготривалі позначення для високопродуктивних комплектацій включають «SS» від Chevrolet (вперше з'явилося на Impala 1961 року) та «GT» від Ford (вперше використано на Mustang 1965 року). General Motors також використовує буквено-цифрове кодування для позначення пакетів обробки, встановлених на автомобілях підвищеної прохідності, таких як «Z28» на Camaro, Buick GS або Oldsmobile 442, і наразі використовує позначення «Z71» на Suburban і Tahoe (для пікапів Silverado/Sierra це пакет, хоча він був окремою комплектацією з 2004—2005 і 2014—2018 років).
Деякі виробники послідовно використовують одне й те саме слово для позначення найвищого рівня комплектації на кількох моделях. Наприклад, Nissan використовував слово «Brougham» як найвищу комплектацію для моделей Cedric та Gloria. Позначення «Brougham» як рівня комплектації з'явилося на північноамериканському ринку (США); спочатку це був стиль кузова.

## Пакети опцій
Виробники іноді продають пакети опцій у вигляді пакетів опцій, зазвичай за зниженою ціною порівняно з купівлею кожної опції окремо.
Найпоширеніші пакети опцій наразі включають:
Пакет оздоблення/зовнішнього вигляду: Може включати спеціальні кольори фарби, модернізовані елементи оздоблення салону (часто виготовлені з алюмінію, хрому або дерева) та зовнішні наклейки. У минулі десятиліття пакети зовнішнього вигляду також включали двоколірне фарбування, декоративну смужку, бампери, пофарбовані в той самий колір, що й кузов, та вінілові накладки на дах.
Спортивний/високопродуктивний пакет: Може включати модернізацію двигуна, поліпшення керованості, більш агресивний передній спойлер, заднє антикрило, модернізовані гальма та диференціал підвищеного тертя. Для позашляховиків або легких вантажівок спортивний пакет може складатися зі стійок або кріплень для перевезення позашляховиків та іншого обладнання.
Буксирувальний пакет: Може включати потужний радіатор, більші вентилятори охолодження, додаткове охолодження трансмісії та покращене передаточне число осей.
Пакет безпеки: Може включати переднатягувачі ременів безпеки, додаткові подушки безпеки, систему запобігання зіткненням (AEB), електронну систему курсової стійкості та адаптивні фари.
Пакет покращення керованості: Може включати жорсткіші пружини, жорсткіші амортизатори, жорсткіші стабілізатори поперечної стійкості, більші/легші колеса та шини з кращими характеристиками зчеплення.
Навігаційний пакет: Супутникова навігація, часто з покроковими інструкціями.